# Teledisko

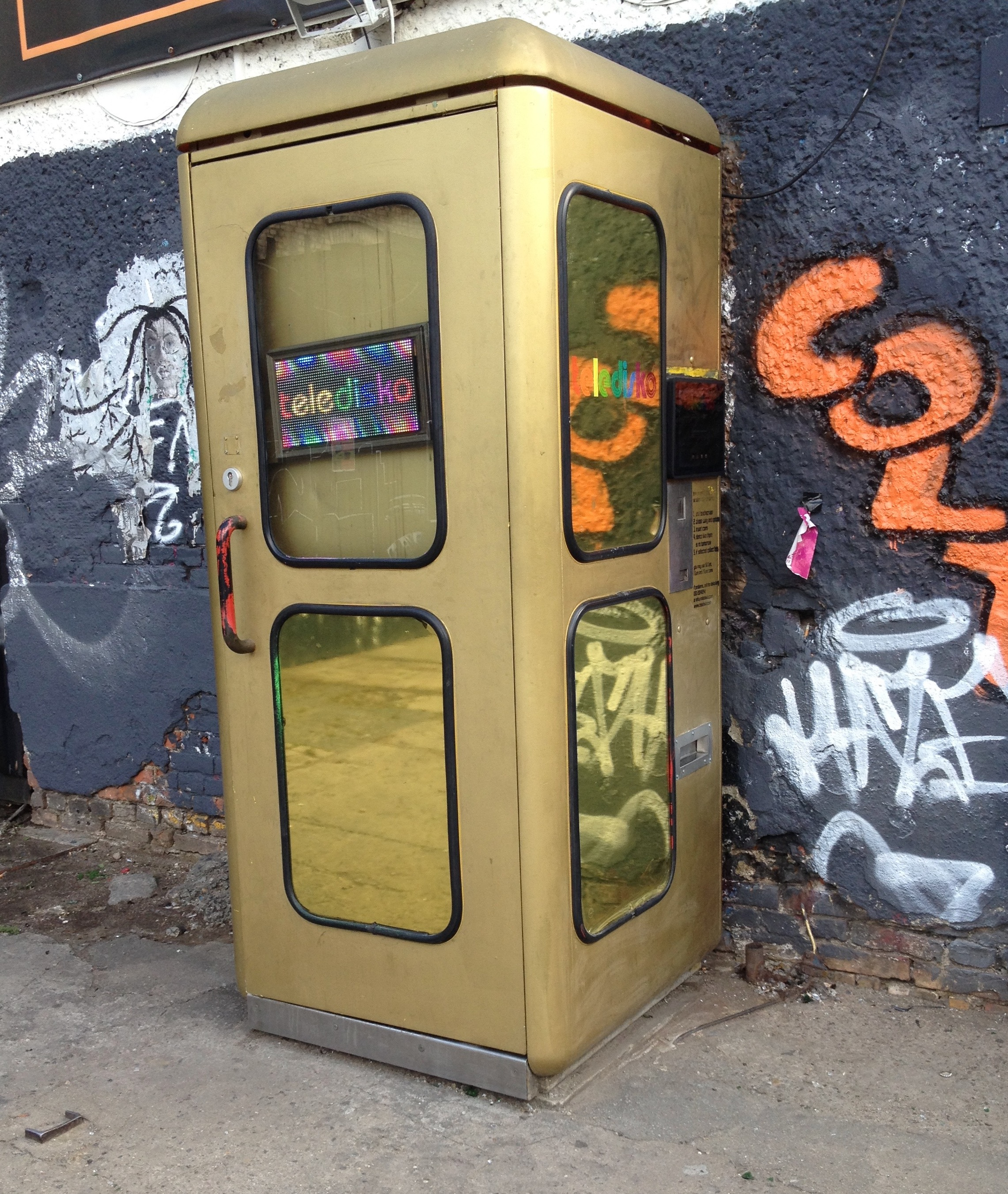
Cabina de Teledisko en Berlín.

Teledisko es una mini discoteca automatizada operada por teledisko DAO con sede en Berlín (Alemania). Está considerada la discoteca más pequeña del mundo, con tan solo un metro cuadrado. Teledisko fue fundada en 2014 por Nele Kolbe y Benjamin Uphues, y en 2022 se inauguró una cabina de Teledisko en Madrid.

## Funcionamiento
Teledisko está integrado en una cabina telefónica alemana reciclada y posee capacidad para hasta cinco personas a la vez. Se maneja a través de una pantalla táctil en el exterior que permite a los usuarios seleccionar la canción. La selección de la canción determina la duración de la sesión.
A pesar de su tamaño compacto, la discoteca tiene características como luces estroboscópicas, una máquina de humo y se controla mediante botones en el interior; tiene la capacidad de tomar fotografías y grabar videos. Los usuarios pueden optar por imprimir sus fotografías en el sitio o solicitar que se les envíe un video a su correo electrónico. Además, Teledisko es portátil y puede trasladarse a diferentes ubicaciones para eventos.

## Ubicaciones
Teledisko tiene cinco ubicaciones en Berlín, con el original, denominado teledisko Pink, situado dentro de Kater Blau en Holzmarktstrasse 25. Otras ubicaciones incluyen una en el Club Sisyphos, mientras que teledisko white se encuentra junto al Mercedes-Benz Arena; otras locaciones son en el área RAW en Revaler Strasse y Holzmarkt.